# Raï (film)
Raï är en fransk dramafilm från 1995 i regi av Thomas Gilou.

## Utmärkelser
Filmen vann Guldleoparden vid Internationella filmfestivalen i Locarno 1995.

## Rollista i urval
- Tabatha Cash - Sahlia
- Mustapha Benstiti - Djamel
- Samy Naceri - Nordine
- Micky El Mazroui - Mezz
- Tara Römer - Laurent
- Faisal Attia - Aziz